# 히로이 도모노부
히로이 도모노부(일본어: 廣井 友信, 1985년 1월 11일 ~ )는 일본의 전 축구 선수이다.

## 구단 경력
그는 2007년부터 2022년까지 J리그의 시미즈 에스펄스, 도쿄 베르디, 로아소 구마모토, 츠바이겐 가나자와에서 활동하였다.